# Jâlons
Jâlons est une commune française, située dans le département de la Marne en région Grand Est.

## Géographie
Jâlons se situe en Champagne crayeuse, sur l'axe routier entre Châlons-en-Champagne et Épernay (RD 3). La route départementale 37 traverse également le village, entre Condé-sur-Marne et Vertus.
La commune est arrosée par plusieurs rivières. La Somme-Soude à l'est face office de frontière avec Aulnay-sur-Marne. Au sud-est du village, elle est entourée de bois et marais. Au nord-est, la Somme-Soude rejoint la Marne, qui sépare Jâlons d'Aigny. Les Tarnauds passent au nord du village, à proximité de plusieurs étangs.
Le territoire communal s'étend sur 10,35 km2. L'altitude varie entre 72 m, en bord de Marne, et 93 m, dans les champs au sud du village,.
| Tours-sur-Marne  | Condé-sur-Marne       | Aigny            |
| Cherville, Athis | Jâlons                | Aulnay-sur-Marne |
|                  | Champigneul-Champagne |                  |

### Hydrographie
La commune est dans la région hydrographique « la Seine de sa source au confluent de l'Oise (exclu) » au sein du bassin Seine-Normandie. Elle est drainée par la Marne, la Somme-Soude, les Tarnauds, le canal 01 de la commune de Jalons, le canal 01 des Prés Tartier, le canal 02 de la commune de Jalons, le canal 03 du Moulin, le Fossé 01 de la Noue de Fer, les Tarnauds et divers autres petits cours d'eau,.
La Marne  prend sa source sur le plateau de Langres, dans la commune de Saints-Geosmes (Haute-Marne) et se jette dans la Seine entre Charenton-le-Pont et Alfortville (Val-de-Marne) dans le quartier de Conflans-l'Archevêque. 
La Somme-Soude, d'une longueur de 60 km, prend sa source dans la commune de Sommesous et se jette  dans la Marne à Aigny, après avoir traversé 18 communes. 
Les Tarnauds, d'une longueur de 19 km, prend sa source dans la commune  et se jette  dans la Marne à Épernay, après avoir traversé huit communes. 

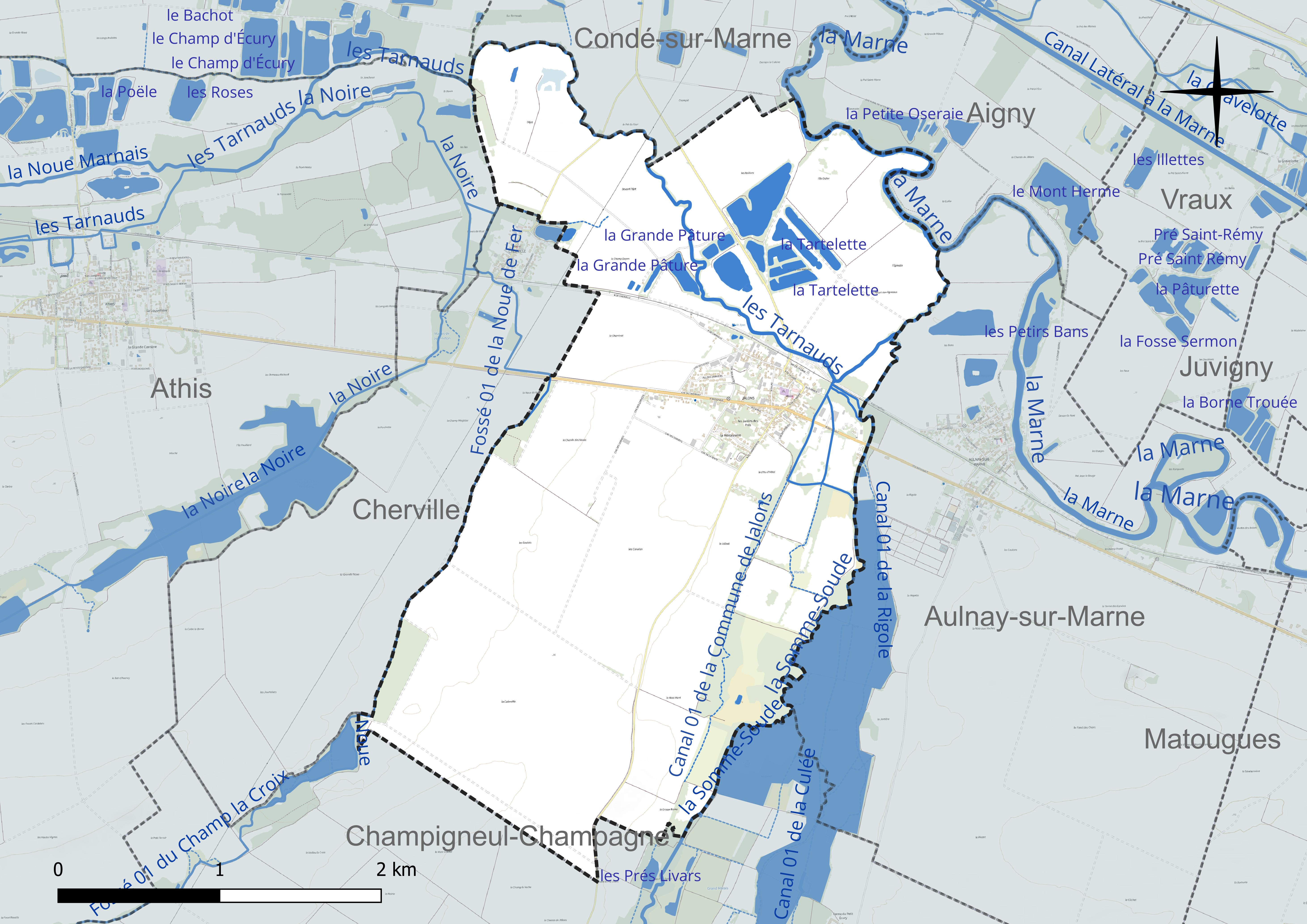
Réseau hydrographique de Jâlons.

Deux plans d'eau complètent le réseau hydrographique : la Grande Pâture (2,1 ha) et la Tartelette (2 ha),.

### Climat
Pour des articles plus généraux, voir Climat du Grand Est et Climat de la Marne.
En 2010, le climat de la commune est de type climat océanique dégradé des plaines du Centre et du Nord, selon une étude du Centre national de la recherche scientifique s'appuyant sur une série de données couvrant la période 1971-2000. En 2020, Météo-France publie une typologie des climats de la France métropolitaine dans laquelle la commune est exposée à un climat océanique altéré et est dans la région climatique  Nord-est du bassin Parisien, caractérisée par un ensoleillement médiocre, une pluviométrie moyenne régulièrement répartie au cours de l’année et un hiver froid (3 °C). 
Pour la période 1971-2000, la température annuelle moyenne est de 10,5 °C, avec une amplitude thermique annuelle de 15,9 °C. Le cumul annuel moyen de précipitations est de 640 mm, avec 11 jours de précipitations en janvier et 8 jours en juillet. Pour la période 1991-2020, la température moyenne annuelle observée sur la station météorologique de Météo-France la plus proche, « Bouzy-Civc », sur la commune de Bouzy à 8 km à vol d'oiseau, est de 11,5 °C et le cumul annuel moyen de précipitations est de 687,5 mm. 
La température maximale relevée sur cette station est de 41,2 °C, atteinte le 25 juillet 2019 ; la température minimale est de −20,5 °C, atteinte le 16 janvier 1985,,. 
Les paramètres climatiques de la commune ont été estimés pour le milieu du siècle (2041-2070) selon différents scénarios d'émission de gaz à effet de serre à partir des nouvelles projections climatiques de référence DRIAS-2020. Ils sont consultables sur un site dédié publié par Météo-France en novembre 2022.

## Urbanisme

### Typologie
Au 1er janvier 2024, Jâlons est catégorisée commune rurale à habitat dispersé, selon la nouvelle grille communale de densité à sept niveaux définie par l'Insee en 2022.
Elle est située hors unité urbaine. Par ailleurs la commune fait partie de l'aire d'attraction de Châlons-en-Champagne, dont elle est une commune de la couronne,. Cette aire, qui regroupe 97 communes, est catégorisée dans les aires de 50 000 à moins de 200 000 habitants,.

### Occupation des sols
L'occupation des sols de la commune, telle qu'elle ressort de la base de données européenne d’occupation biophysique des sols Corine Land Cover (CLC), est marquée par l'importance des territoires agricoles (84,2 % en 2018), en augmentation par rapport à 1990 (82,9 %). La répartition détaillée en 2018 est la suivante : 
terres arables (76,4 %), zones urbanisées (6,2 %), prairies (6,2 %), forêts (5,2 %), eaux continentales (3,4 %), zones agricoles hétérogènes (1,6 %), zones humides intérieures (0,9 %). L'évolution de l’occupation des sols de la commune et de ses infrastructures peut être observée sur les différentes représentations cartographiques du territoire : la carte de Cassini (XVIIIe siècle), la carte d'état-major (1820-1866) et les cartes ou photos aériennes de l'IGN pour la période actuelle (1950 à aujourd'hui).

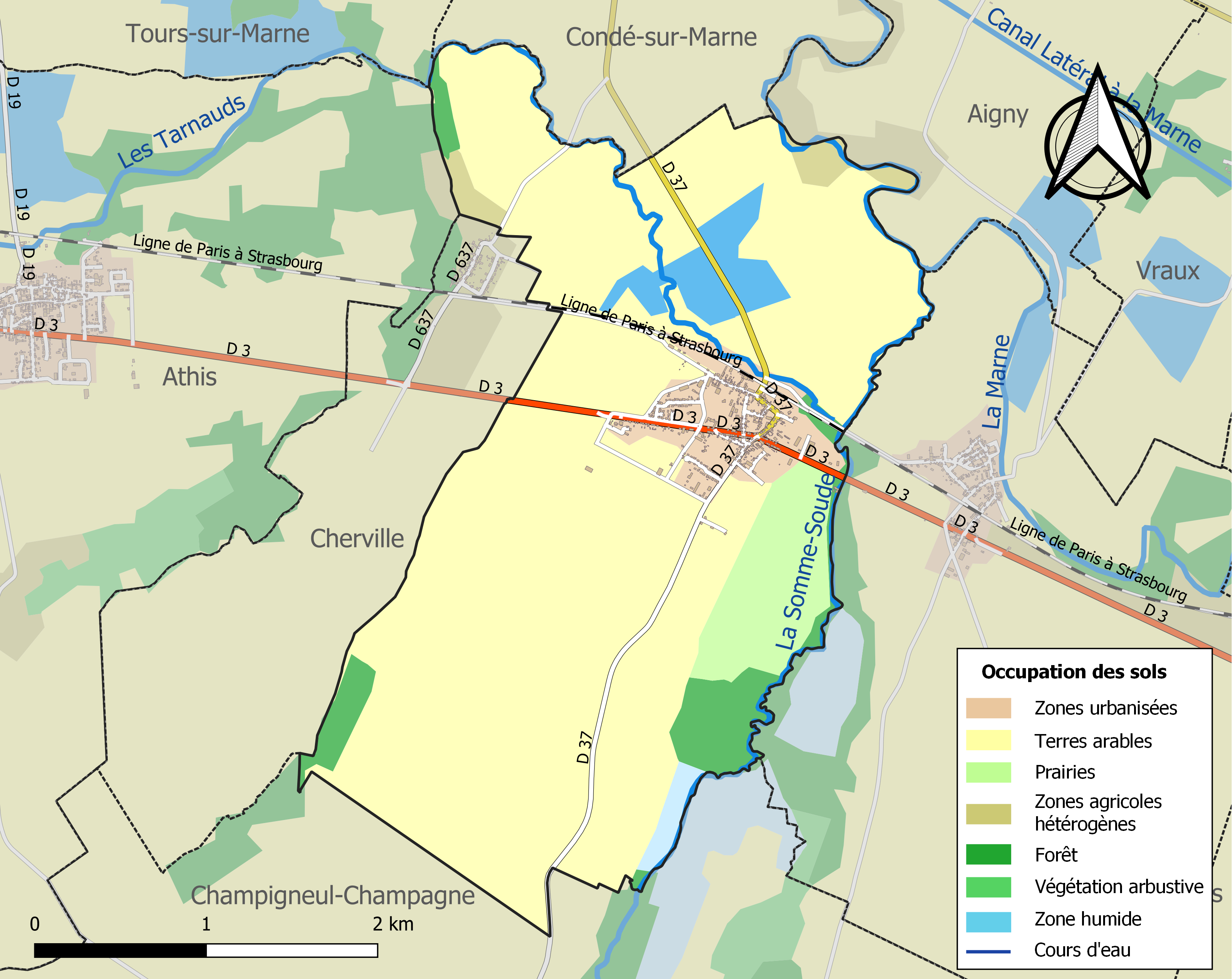
Carte des infrastructures et de l'occupation des sols de la commune en 2018 (CLC).

## Toponymie
Le village apparaît en 865 sous le nom de Villa Gelonis. Le toponyme « Jalons » est attesté dès 1215. À partir du XVIe siècle, le « a » est parfois doublé donnant « Jaalons ». Cela explique l'actuel accent circonflexe de Jâlons. La commune est parfois appelée « Jâlons-les-Vignes »,.
Les habitants de la commune sont les Jâlonais et les Jâlonaises.

## Histoire
Une gare dénommée "Jâlons-les-Villes" se trouvait sur la commune. La gare a depuis été désaffectée[Quand ?] ; son bâtiment, qui existe toujours, a survécu à la Première Guerre mondiale.
La commune a été marquée par la violence des combats de la Première Guerre mondiale. L’artilleur français Raoul Bouchet dans ses lettres écrites durant la guerre publiées dans un recueil écrit par exemple que le 9 septembre 1914 les infanteries allemandes et françaises n'étaient qu'à 800 m l'une de l'autre et que sa section a tiré 820 obus en moins d'une heure.

## Politique et administration
À la Révolution française, Jâlons devient chef-lieu de canton, mais en 1801, la commune rejoint le canton d'Écury-sur-Coole. Elle fait ainsi partie de l'arrondissement de Châlons-en-Champagne. Dans le cadre du redécoupage cantonal de 2014 en France, la commune fait désormais partie du canton de Châlons-en-Champagne-2.

### Intercommunalité
Conformément au schéma départemental de coopération intercommunale de la Marne du 15 décembre 2011, la commune antérieurement membre de la communauté de communes de Jâlons, est désormais membre de la nouvelle communauté d'agglomération Cités-en-Champagne.
Celle-ci résulte en effet de la fusion,  au 1er janvier 2014, de l'ancienne communauté d'agglomération de Châlons-en-Champagne, de la communauté de communes de l'Europort, de la Communauté de communes de Jâlons (sauf la commune de Pocancy qui a rejoint la communauté de communes de la Région de Vertus) et de la communauté de communes de la Région de Condé-sur-Marne,.

### Liste des maires
| Période                                  | Période                      | Identité        | Étiquette | Qualité |
| ---------------------------------------- | ---------------------------- | --------------- | --------- | ------- |
| Les données manquantes sont à compléter. |                              |                 |           |         |
|                                          | 1876                         | Tartier         |           |         |
| 1877                                     |                              | Hénault         |           |         |
|                                          |                              | Pierre Séjourné |           |         |
| Les données manquantes sont à compléter. |                              |                 |           |         |
| 2001                                     | 2014                         | Alain Douillet  |           |         |
| 2014                                     | En cours (au 4 juillet 2014) | Bernard Collard |           |         |

## Population et société

### Démographie
L'évolution du nombre d'habitants est connue à travers les recensements de la population effectués dans la commune depuis 1793. Pour les communes de moins de 10 000 habitants, une enquête de recensement portant sur toute la population est réalisée tous les cinq ans, les populations de référence des années intermédiaires étant quant à elles estimées par interpolation ou extrapolation. Pour la commune, le premier recensement exhaustif entrant dans le cadre du nouveau dispositif a été réalisé en 2005.

En 2022, la commune comptait 550 habitants, en évolution de −3,34 % par rapport à 2016 (Marne : −1,19 %, France hors Mayotte : +2,11 %).
| 1793 | 1800 | 1806 | 1821 | 1831 | 1836 | 1841 | 1846 | 1851 |
| ---- | ---- | ---- | ---- | ---- | ---- | ---- | ---- | ---- |
| 416  | 435  | 408  | 472  | 575  | 549  | 531  | 534  | 598  |

| 1856 | 1861 | 1866 | 1872 | 1876 | 1881 | 1886 | 1891 | 1896 |
| ---- | ---- | ---- | ---- | ---- | ---- | ---- | ---- | ---- |
| 578  | 552  | 548  | 537  | 517  | 522  | 520  | 510  | 464  |

| 1901 | 1906 | 1911 | 1921 | 1926 | 1931 | 1936 | 1946 | 1954 |
| ---- | ---- | ---- | ---- | ---- | ---- | ---- | ---- | ---- |
| 509  | 472  | 438  | 428  | 458  | 431  | 436  | 507  | 472  |

| 1962 | 1968 | 1975 | 1982 | 1990 | 1999 | 2005 | 2006 | 2010 |
| ---- | ---- | ---- | ---- | ---- | ---- | ---- | ---- | ---- |
| 478  | 530  | 507  | 506  | 449  | 552  | 585  | 588  | 576  |

| 2015 | 2020 | 2022 | - | - | - | - | - | - |
| ---- | ---- | ---- | - | - | - | - | - | - |
| 577  | 547  | 550  | - | - | - | - | - | - |

### Enseignement
L'« école des cinq villages » accueille depuis 2006 à Jâlons les enfants du village et d'Aulnay-sur-Marne, Cherville, Champigneul-Champagne et Pocancy. Les jeunes Jâlonais poursuivent leurs études au collège de Fagnières, puis le plus souvent dans un des lycées de Châlons-en-Champagne.

### Santé
On trouve à Jâlons un cabinet d'infirmières ainsi qu'une pharmacie.

## Économie
Le village compte plusieurs commerces. Il accueille également une zone artisanale à l'est du village sur 5,7 ha. Elle regroupe sept entreprises.

## Culture locale et patrimoine

### Lieux et monuments

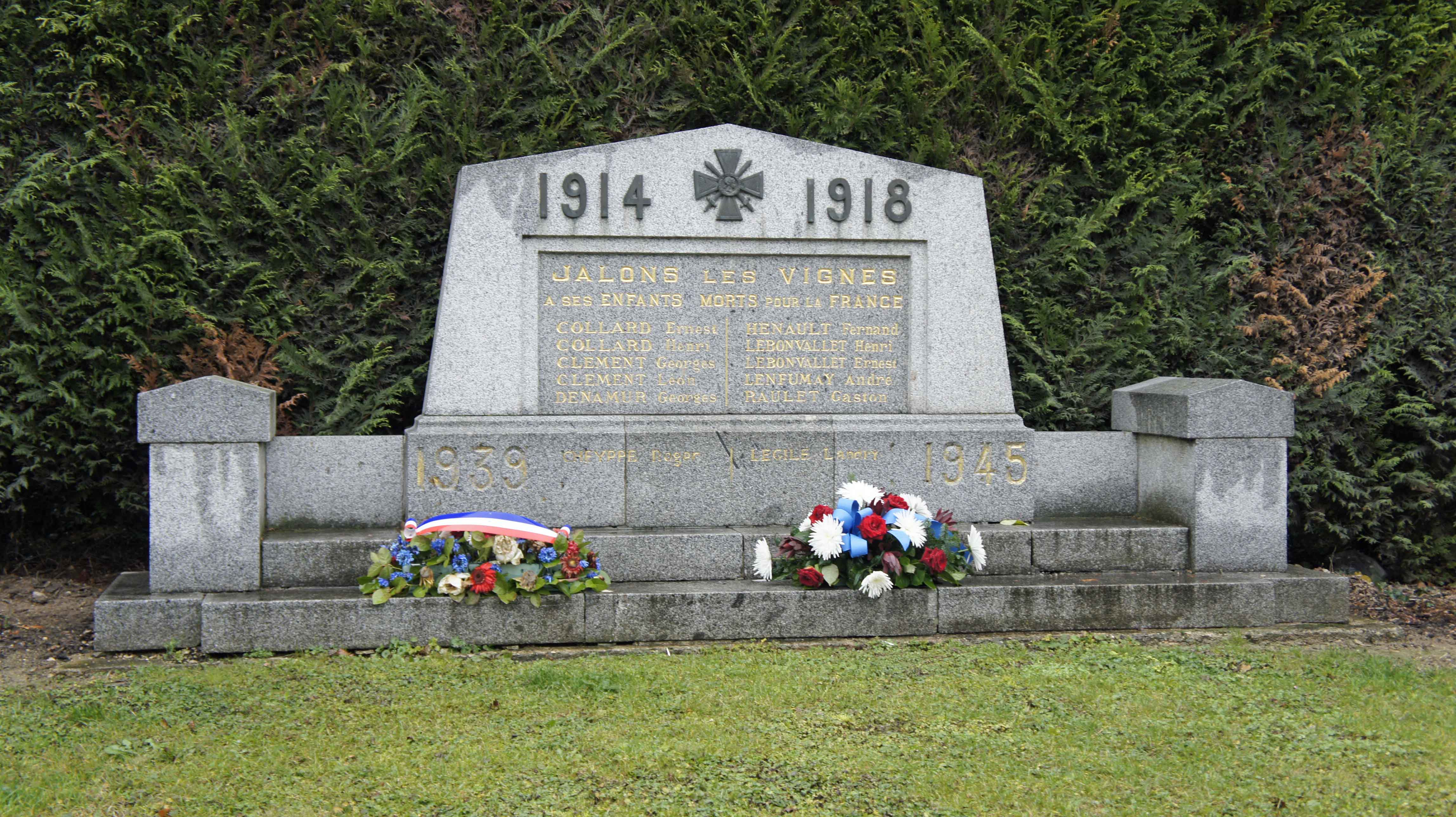
Le monument aux morts.

- L'église Saint-Ephrem remonte au XIIe siècle. De style roman, elle est voûtée dans sa totalité. De l'église d'origine, il reste le porche-galerie et une crypte. Le clocher, la nef et le transept sont construits à la fin du XIIe siècle ou au début du XIIIe siècle. En partie détruite pendant la guerre de Cent Ans, la nef est reconstruite au XVe siècle[37],[38]. Elle est classée monument historique depuis le 8 juillet 1912[39]. Elle abrite deux statues en pierre des XIVe et XVe siècles également classées monuments historiques : une statue de sainte Catherine et une Vierge à l'Enfant[40].
- L'actuel monument aux morts date de 1937. Il succède à deux autres monuments aux morts détruits, le premier datant de 1919, et le deuxième des années 1920. Ce dernier représentait une colonne avec une couronne de laurier[41].
- Une minoterie (Wagner et Legile) se trouve le long de la Somme-Soude. Aujourd'hui, elle n'est plus en activité[42].

## Héraldique
| Blason de Jâlons | Blason  | Tiercé en pairle renversé: au 1 de sinople à une harpe d'or, au 2 de gueules à un panier d'osier d'or, au 3 d'argent à trois fasces ondées d'azur et à deux bouquets de trois roseaux à massette tigés et feuillés au naturel brochant sur les fasces. |
| Blason de Jâlons | Détails | Le statut officiel du blason reste à déterminer. Auteur(s)J.-F. Binon |